# アリ・シング2世
アリ・シング2世（Ari Singh II, 1724年以降 - 1773年3月9日）は、北インドのラージャスターン地方、メーワール王国の君主（在位：1761年 - 1773年）。

## 生涯
1724年以降、メーワール王国の君主ジャガト・シング2世の息子として、ウダイプルで誕生した。
1761年4月、甥のラージ・シング2世が死亡したことにより、王位を継承した。
1773年3月9日、アリ・シング2世はウダイプルで死亡し、息子のハミール・シング2世が王位を継承した。